# Kötitz

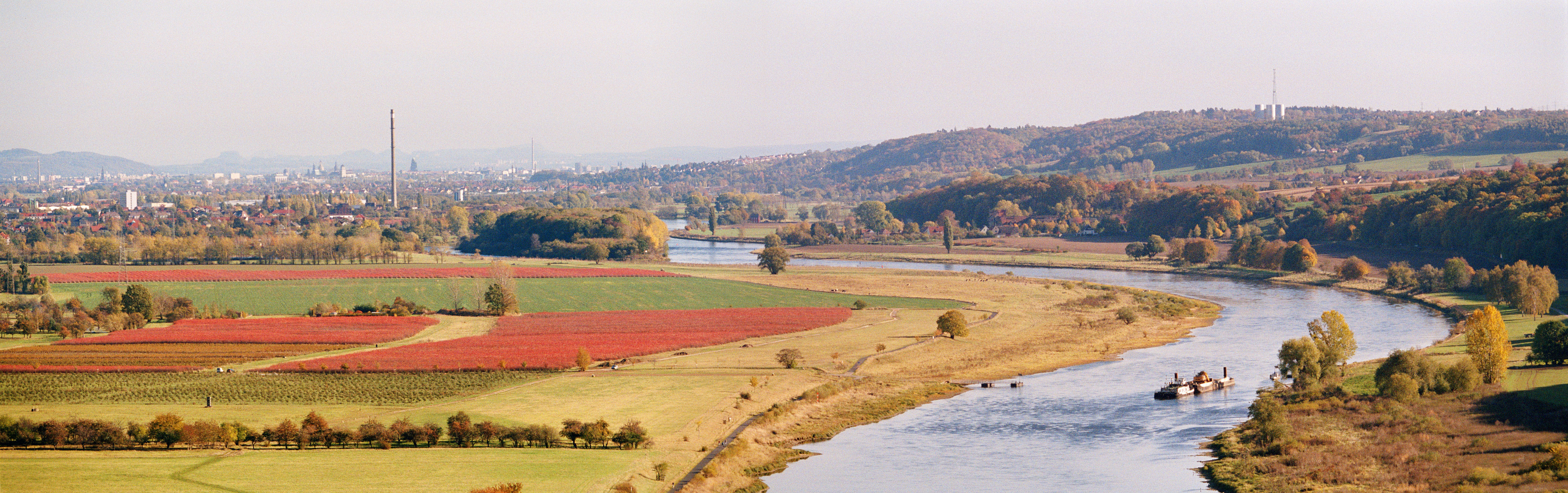
Blick vom Spaargebirge nach Südosten, in der Mitte des Elbtalkessels steht der weithin sichtbare Schornstein des Kötitzer Industriegebiets Naundorfer Straße

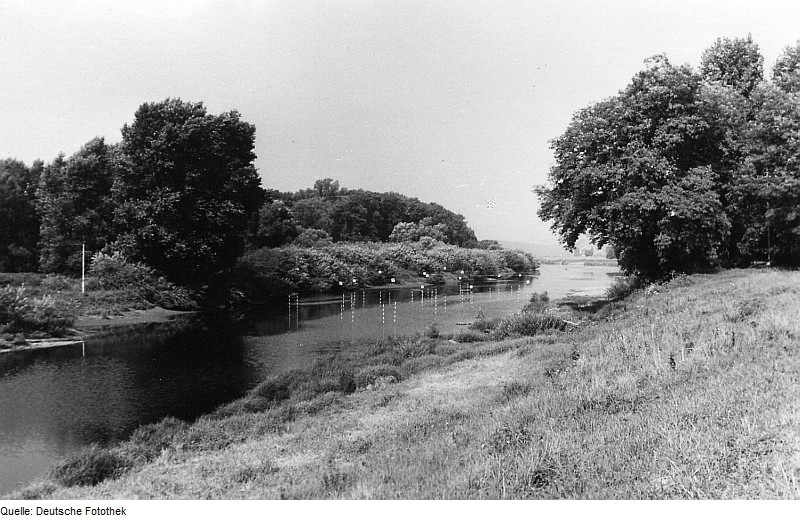
Kötitzer Altarm der Elbe mit der Gauernitzer Insel, 1986

Kötitz ist ein Ort und eine Gemarkung in Coswig im sächsischen Landkreis Meißen.

## Geographie
Kötitz befindet sich im äußersten Süden des Coswiger Stadtgebiets. Im Norden grenzt der Coswiger Ortskern an, im Nordwesten der Ortsteil Brockwitz. Kötitz liegt am Ufer der Elbe, knapp oberhalb der Gauernitzer Elbinsel, im nordwestlichen Teil des Elbtalkessels. Auf dem gegenüberliegenden Ufer befindet sich Gauernitz, eine Ortschaft in der Gemeinde Klipphausen. Östlich benachbart liegt der Radebeuler Stadtteil Naundorf.
Etwa im Zentrum der Flur blieb der Dorfkern in Form eines Straßenangerdorfs erhalten. Im Süd- und Nordosten von Kötitz liegen die Industriegebiete Naundorfer Straße und Grenzstraße. Der Westteil der Flur ist weitgehend unbebaut, dort befindet sich auch die Kötitzer Kiesgrube, ein geflutetes, als Badesee genutztes Tagebaurestloch.

## Geschichte

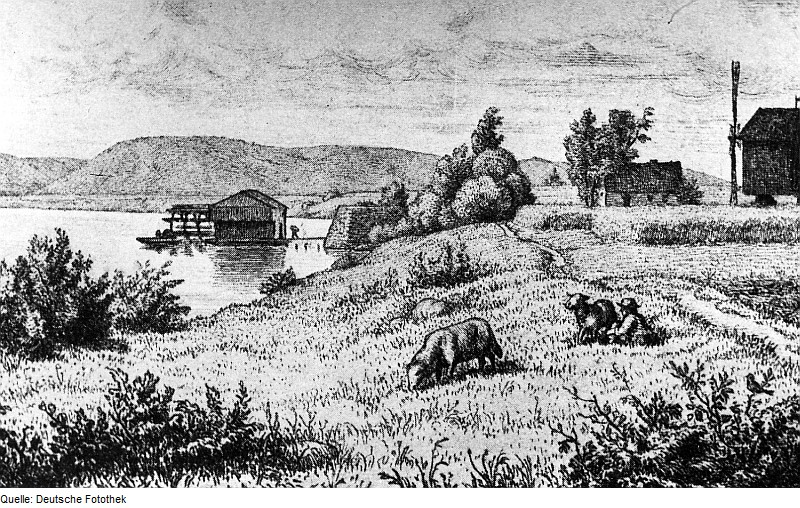
Windmühle und Schiffmühle auf einer historischen Darstellung, im Hintergrund die Deutsche Bosel

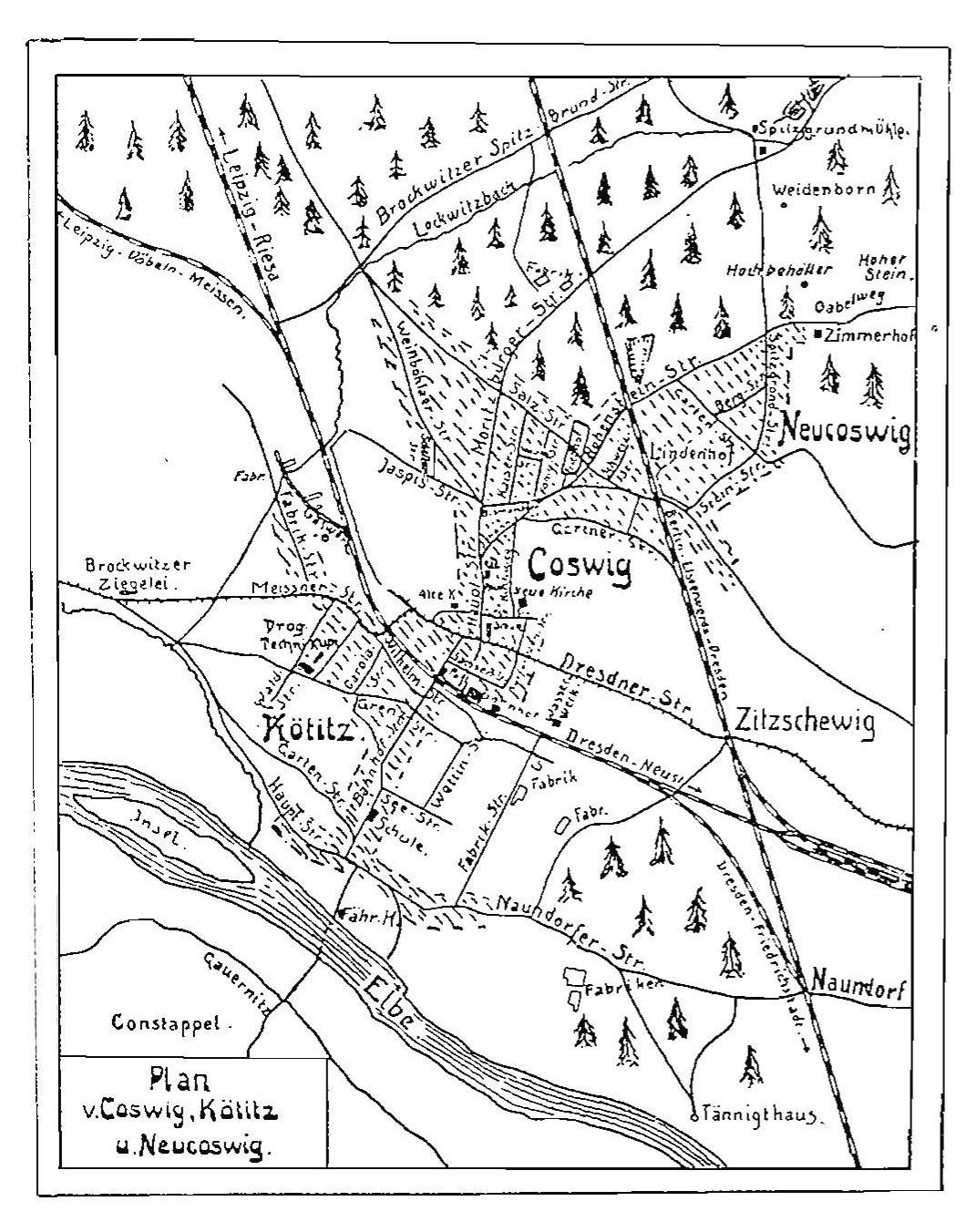
Kötitz mit Coswig und Neucoswig auf einer 1906 erschienenen Karte

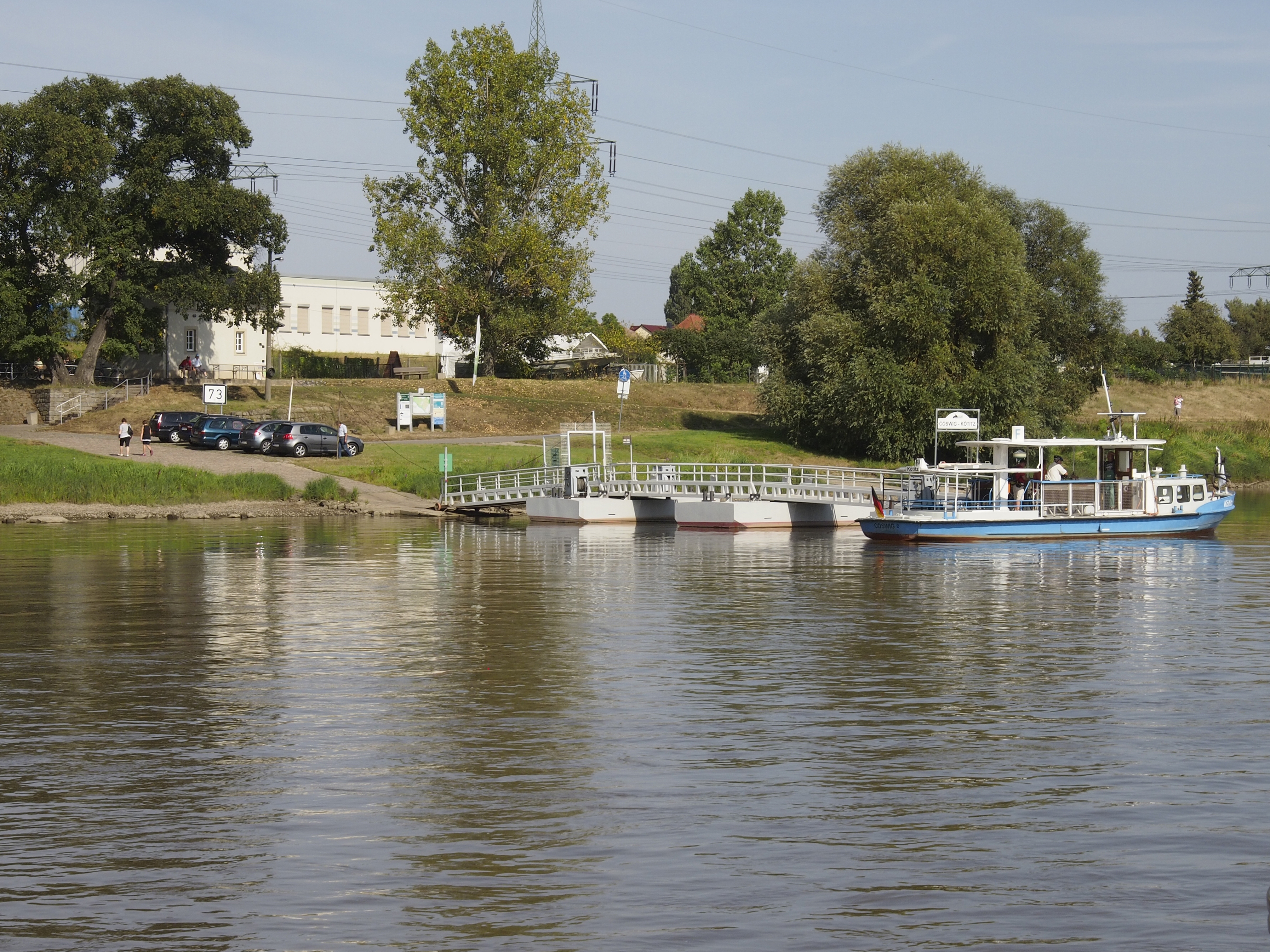
Elbfähre Kötitz–Gauernitz

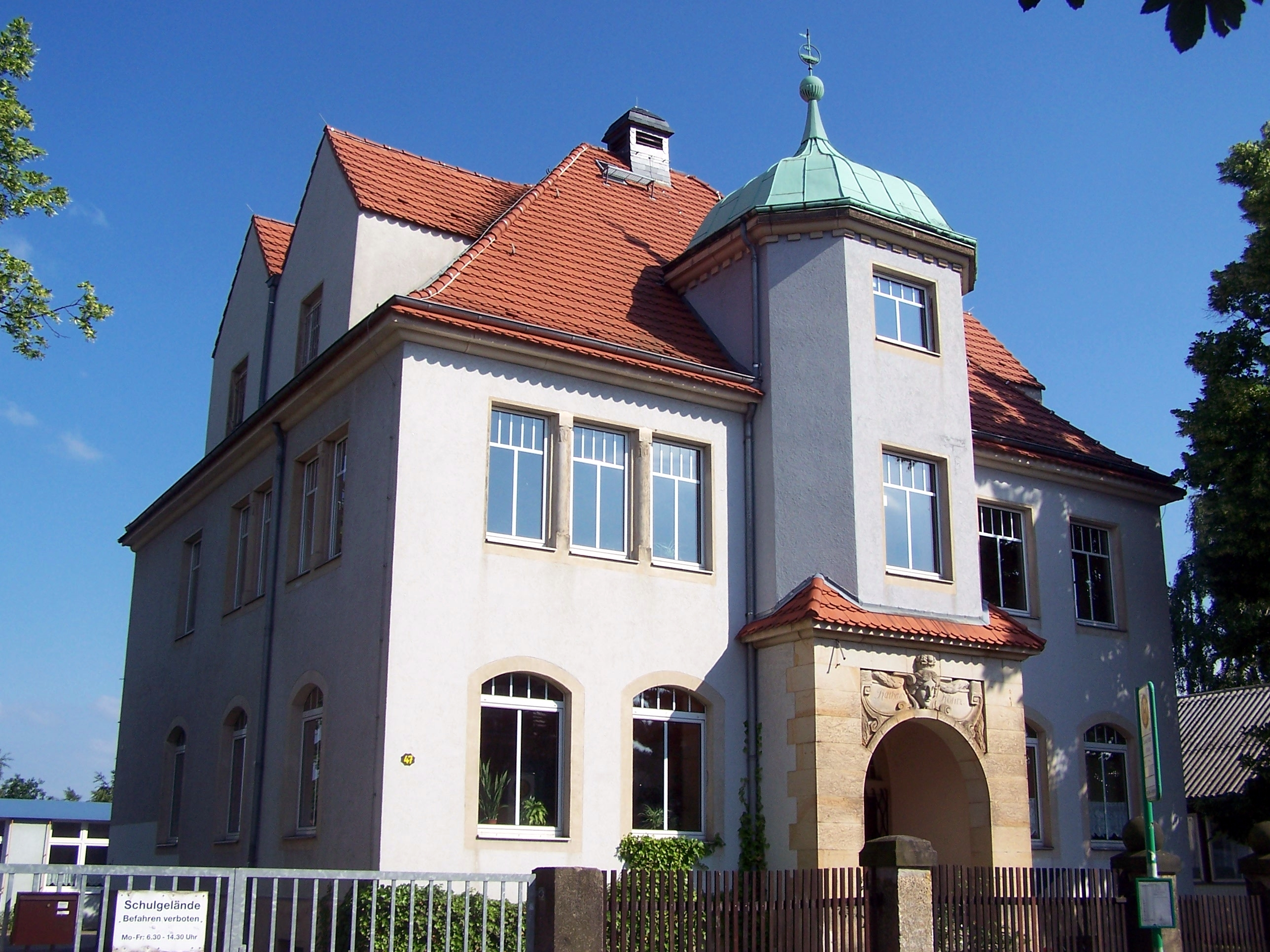
Rathaus Kötitz (eingeweiht 1907), heute gehört es zur Oberschule Kötitz

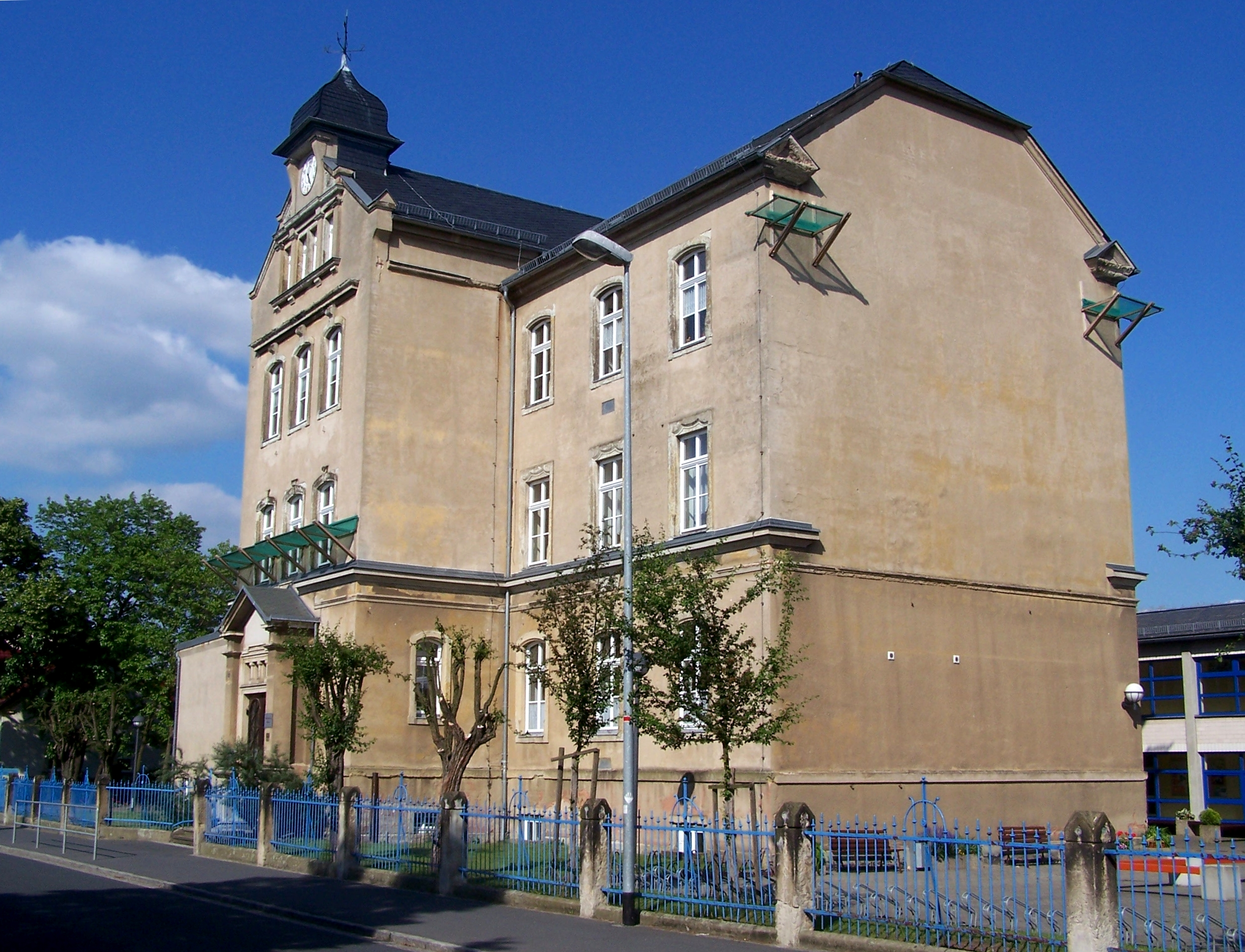
Schulgebäude Kötitz (eingeweiht 1900), heute eine Oberschule

Erstmals urkundlich erwähnt wurde das Dorf im Jahre 1203 als „villa Chottenwiz“ im Rahmen einer Schenkung Dietrichs des Bedrängten an das Kloster Altzella. Im Laufe der Jahrhunderte wandelte sich der Ortsname unter anderem über die Formen „Kothenewicz“ (1350 im Lehnbuch Friedrichs des Strengen), „Koterwicz“, „Köthewitz“, „Caititz“ und „Kädewitz“ hin zur heutigen Bezeichnung. Sie geht auf das Altsorbische zurück und ist entweder von „Chotên“, einem Lokatornamen, oder von „kotici“, deutsch Katze, abgeleitet.
Funde eines 300 Gräber umfassenden bronzezeitlichen Gräberfelds der Lausitzer Kultur belegen die frühe Anwesenheit von Menschen in dem Gebiet. Die Anlage des Dorfes vollzog sich an einer Furt. Auf der 216 Hektar (Stand: 1900) großen Kötitzer Gewannflur befanden sich neben einem „Kötitzer Tännicht“ genannten Wald auch Felder, Weinberge und die auenartige Uferzone der Elbe und ihrer Neben- und Altarme. Dementsprechend betrieben die Einwohner neben Ackerbau und Viehzucht auch Weinbau und Fischfang. Im Ort befanden sich ein eigener Elbhafen und zwei Mühlen. In der 1601 erstmals erwähnten kurfürstlichen Schiffsmühle hatten die Bauern umliegender Dörfer ihr Getreide zu mahlen. Seit dem 17. Jahrhundert besteht außerdem eine Fährverbindung zum anderen Elbufer nach Gauernitz. Eingepfarrt war das Dorf ins benachbarte Coswig.
In der Geschichte suchten immer wieder Katastrophen das Dorf Kötitz heim. Verheerend wirkte sich der Dorfbrand von 1806 aus, bei dem fast das komplette Dorf zerstört wurde. Beim Wiederaufbau nach dem Großfeuer erhielt Kötitz seine heutige Struktur. Starke Schäden brachte auch das Elbhochwasser 1845, das Kötitz zu einer Insel werden ließ und Teile des Dorfs überflutete. Einem weiteren schweren Brand fielen 1866 neun Bauernhöfe zum Opfer.
Nur einen Kilometer nördlich des Dorfkerns befand sich schon frühzeitig ein Haltepunkt der 1839 eröffneten ersten deutschen Fernbahnstrecke Leipzig–Dresden, der gemeinsam mit der Dampfschifffahrt auf der Elbe die Industrialisierung von Kötitz begünstigte. Im ausgehenden 19. Jahrhundert kam es zur Ansiedlung von Industriebetrieben und einem sprunghaften Bevölkerungswachstum. Seit 1884 produzierte die Strohstoff-Fabrik Tännicht, ab 1891 die Maschinenfabrik E. Nacke in Kötitz. Durch die Industrialisierung wurden Wald und Weinberge völlig verdrängt.
Im Jahre 1901 gründete die Gemeinde Kötitz ihre eigene Freiwillige Feuerwehr, ein Jahr zuvor war bereits ein neues Schulhaus entstanden. Der seit 1839 bestehende Gemeinderat bezog 1907 das neuerbaute Rathaus. Kötitz besaß zudem ein eigenes Gefängnis, von Bedeutung für die Industrie war auch der bis in die Gegenwart genutzte Hafen. In einer Abstimmung entschieden sich 90 Prozent der Einwohner von Kötitz 1920 gegen die Eingemeindung nach Coswig. Dennoch wurde sie 15 Jahre später unter den Nationalsozialisten vollzogen. Seither teilt Kötitz, das keinen Ortsteilstatus besitzt, die Geschichte Coswigs.

### Einwohnerentwicklung
| Jahr | Einwohner                     |
| ---- | ----------------------------- |
| 1612 | 23 besessene Mann             |
| 1764 | 16 besessene Mann, 11 Häusler |
| 1834 | 219                           |
| 1871 | 284                           |
| 1890 | 583                           |
| 1910 | 1808                          |
| 1925 | 1981                          |
| 1939 | siehe Coswig                  |

## Persönlichkeiten
- Teresa Carreño (* 1853 in Caracas; † 1917 in New York), venezolanische Pianistin und Komponistin, lebte 1891 bis 1895 in Kötitz
- Eugen d’Albert (* 1864 in Glasgow; † 1932 in Riga), deutscher Pianist und Komponist, lebte 1891 bis 1895 in Kötitz
- Emil Nacke (* 1843 in Großwiederitzsch; † 1933 in Kötzschenbroda), deutscher Maschinenbauingenieur, erster sächsischer Automobilhersteller
- Carl Schröder (* 1904 in Kötitz; † 1997 in Radebeul), deutscher Puppenspieler und Regisseur